# Ga Miyanosawa
Ga Miyanosawa (宮の沢駅) là nhà ga tàu điện ngầm nằm ở Nishi, Sapporo, Hokkaidō, Nhật Bản. Nhà ga được đánh số T01 và đây cũng là ga cuối nằm ở phía bắc của Tuyến Tōzai.

## Bố trí ga
| G                                     | Mặt đất                                         | Lối vào/Lối ra                                  |
| Sân ga                                | Sân ga 1                                        | đi T02 Hassamu-Minami (Hướng đi Shin-Sapporo) → |
| Sân ga đảo, cửa sẽ mở ở bên trái/phải |                                                 |                                                 |
| Sân ga 2                              | đi T02 Hassamu-Minami (Hướng đi Shin-Sapporo) → |                                                 |

## Lịch sử
- 25 tháng 2 năm 1999: Nhà ga mở cửa cùng với thời điểm mở rộng Tuyến Tōzai từ Kotoni.[1]
- 3 tháng 3 năm 2009: Cửa chắn sân ga được lắp đặt và đưa vào sử dụng.[2]

## Xung quanh nhà ga
- Nhà máy Sôcôla Ishiya, Công viên Shirai Koibito (thông qua lối đi ngầm gần Lối ra số 5)
- Sân vận động bóng đá Shiroi Koibito
- Cửa hàng & Bảo tàng Consadole Sapporo
- Công viên Miyanooka
- Quốc lộ 5 (đến Hakodate)
- Bưu điện Miyanosawa
- Cửa hàng Seiyu, Miyanosawa
- Ngân hàng Hokkaido, Miyanosawa
- Ngân hàng North Pacific, Miyanosawa

## Thống kê lượng hành khách
Theo Cục Giao thông vận tải Thành phố Sapporo, số lượng hành khách trung bình mỗi ngày trong năm tài chính 2020 là 10.350.
Số lượng hành khách trung bình mỗi ngày trong những năm gần đây như sau.
| Năm  | Lượng hành khách trung bình mỗi ngày | Nguồn |
| ---- | ------------------------------------ | ----- |
| 1998 | 9,397                                | [ 3 ] |
| 1999 | 8,987                                | [ 3 ] |
| 2000 | 9,988                                | [ 3 ] |
| 2001 | 10,714                               | [ 3 ] |
| 2002 | 11,157                               | [ 3 ] |
| 2003 | 10,971                               | [ 3 ] |
| 2004 | 11,124                               | [ 3 ] |
| 2005 | 11,110                               | [ 3 ] |
| 2006 | 11,392                               | [ 3 ] |
| 2007 | 11,437                               | [ 3 ] |
| 2008 | 11,608                               | [ 3 ] |
| 2009 | 11,374                               | [ 3 ] |
| 2010 | 11,445                               | [ 3 ] |
| 2011 | 11,635                               | [ 4 ] |
| 2012 | 12,071                               | [ 4 ] |
| 2013 | 12,493                               | [ 4 ] |
| 2014 | 13,098                               | [ 4 ] |
| 2015 | 13,535                               | [ 4 ] |
| 2016 | 14,222                               | [ 5 ] |
| 2017 | 14,683                               | [ 5 ] |
| 2018 | 14,671                               | [ 6 ] |
| 2019 | 14,504                               | [ 6 ] |
| 2020 | 10,350                               | [ 7 ] |

## Hình ảnh

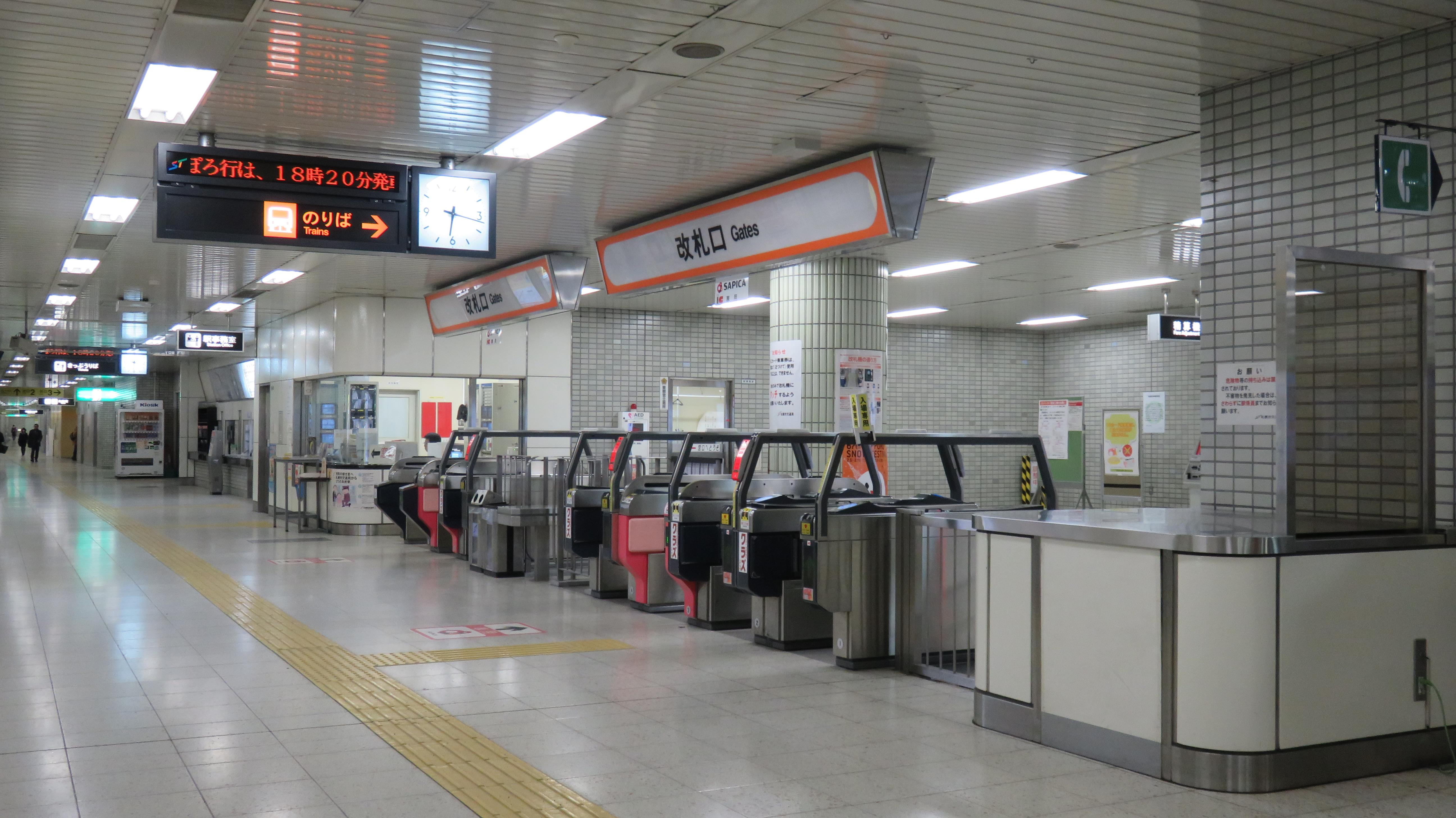
Cổng soát vé
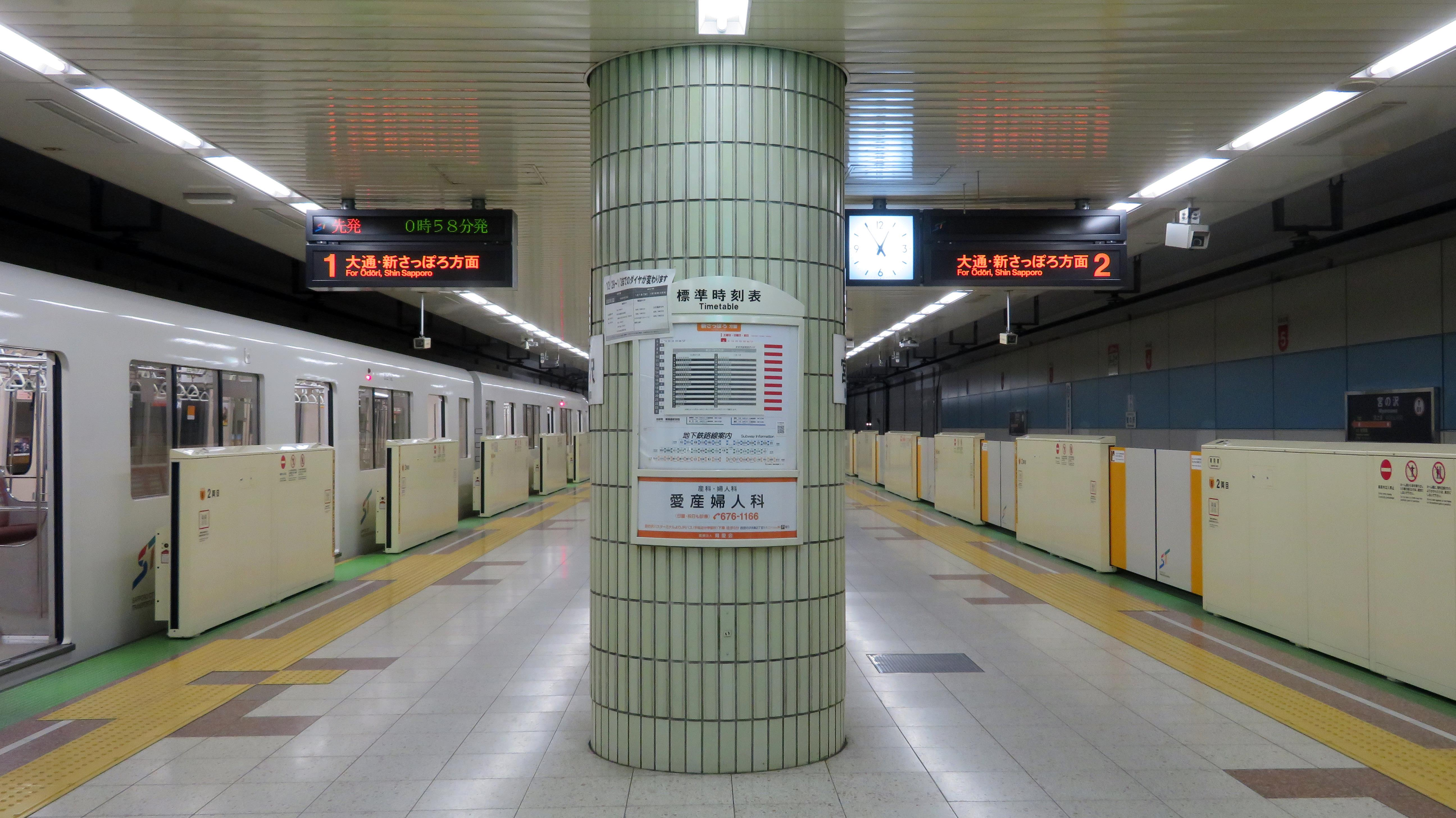
Sân ga
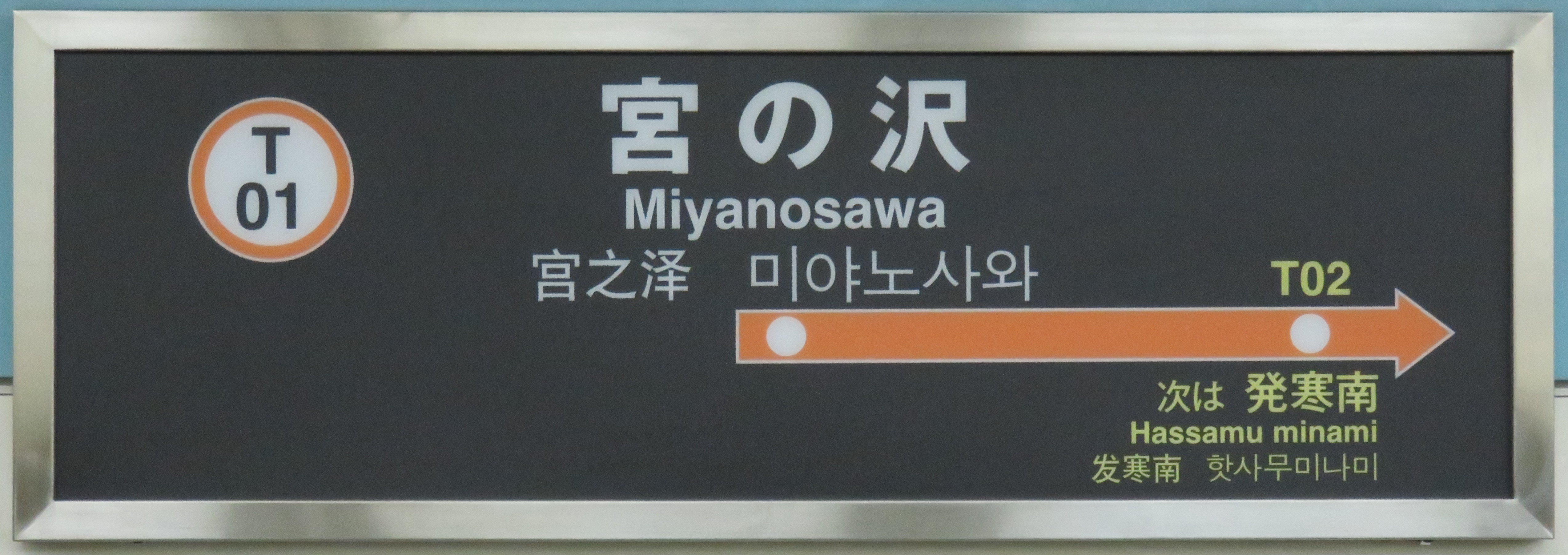
Biển tên của nhà ga